# 甚吉森 (徳島県・高知県)
甚吉森（じんきちもり）は、徳島県那賀郡那賀町と高知県安芸郡馬路村の境界にある山である。標高1,423.3m。

## 地理
徳島県の旧木頭村と高知県の馬路村の境界に位地。独立峰ではないが、那賀川左岸南方で最も高い。
山頂に立つと、北には赤城尾山・石立山や剣山地、南には遠く太平洋も展望できる。ブナ・スズタケの群生がある他、見事なスギの天然林も残されている。